# Guarapari
Guarapari est une ville brésilienne de l'État de l'Espírito Santo. Sa population était estimée à 98 120 habitants en 2006. La municipalité s'étend sur 592 km2.

## Géographie
Guarapari fait partie du Grand Vitoria, à 47 km au sud de la capitale de l'État Vitória. Sa population est de 121 506 habitants (2016) et sa superficie est de 592 km². C'est une destination touristique bien connue, connue pour ses plages de sable blanc incurvées soutenues par un développement commercial, qui s'étendent vers le sud jusqu'à Nova Guarapari et Meaípe. Avec son littoral fortement bâti comme Vila Velha et Vitória, il s'adresse fortement aux touristes saisonniers et connaît par conséquent une fluctuation saisonnière assez dramatique de la population.
La municipalité contient la réserve de développement durable de Concha D'Ostra de 953 hectares (2 350 acres), créée en 2003 pour protéger les mangroves de la baie de Guarapari. Il contient également le parc d'État Paulo César Vinha de 1 500 hectares (3 700 acres), qui protège une zone de dunes, de lagunes et de marais le long de la côte atlantique. [4] Anciennement appelée réserve naturelle de Setiba, c'est un exemple parfait d'écosystème côtier et important pour les populations locales de tortues et d'oiseaux.

## Histoire
La municipalité a une présence européenne depuis 1585 lorsque les missionnaires jésuites ont construit une petite chapelle.

## Radioactivité naturelle
Certains sables noirs des plages de cette station balnéaire sont radioactifs, jusqu'à 131 μSv par heure. Cette dose dépasse les 112 µSv/h mesurés, le 3 avril 2011, à 1,5 km de la centrale nucléaire Fukushima Daiichi . Cette comparaison est souvent faite par les promoteurs de l'industrie nucléaire, pour faire accepter la radioactivité artificielle.[non neutre]

## Origine de la radioactivité naturelle
Le granite des massifs voisins résulte de la lente cristallisation du magma intrusif durant plusieurs dizaines de millions d'années. Les éléments de rayons ioniques et d'affinité chimiques semblables ont donc le temps de cristalliser ensemble. Puis quelques dizaines de millions d'années après, l'érosion par l'eau dissout certains cristaux ex: les silicates, aluminosilicates, carbonates, borates, phosphates et halogénures des métaux alcalins et alcalino-terreux et l’oxygène de l'air oxyde les sulfures, séléniures et tellurures. Cependant les oxydes et silicates de titane, zirconium, hafnium, thorium, uranium et cérium IV, ainsi que les phosphates de terres rares (monazite) restent insolubles sous forme de cristaux lourds ordinairement noirs. Les vagues concentrent dans le sable de certaines plages. Le même type de processus a produit les énormes gisements de thorium du Kerala en Inde.

## Maires
| Période | Période | Identité        | Étiquette | Qualité |
| ------- | ------- | --------------- | --------- | ------- |
| 2009    | 2012    | Edson Magalhães | PPS       |         |

## Clubs sportifs
- Guarapari Esporte Clube (football)